# Daniel Bilos
Daniel Rubén Bilos (Pergamino, 3 de setembro de 1980) é um futebolista argentino.

## Carreira em clubes

### Início
Começou no Sportivo Pergamino, de sua cidade natal, em 1999. Em 2000, se transferiu para o Banfield, pequena equipe da Grande Buenos Aires. Só se firmaria a partir de 2003, quando o técnico Julio César Falcioni chegou ao clube e percebeu que ele rendia melhor mais recuado, no meio-de-campo, ao invés de atacante.

### Sucesso
Foi naquela temporada argentina de 2003/04 que ele e o Banfield deslancharam: o clube teve seu melhor momento até então, terminando em terceiro lugar na tabela agregada da temporada argentina de 2003/04, atrás apenas da dupla Boca Juniors e River Plate. Isso valeu ao clube uma inédita classificação para a Taça Libertadores da América de 2005.[carece de fontes?] A estreia de um veterano (fevereiro de 2005). Placar n. 1279-B. Editora Abril, p. 43</ref>
Na Libertadores, o Taladro chegou até as quartas-de-final, quando foi eliminado pelo River.[carece de fontes?] Bilos foi o grande destaque do time, terminando a competição na vice-artilharia, com 6 gols.[carece de fontes?] Sua performance no Banfield atraiu o Boca Juniors, cujo técnico, Alfio Basile, pediu a contratação. Ganharia grande projeção nos xeneizes, ganhando todos os troféus que disputou na temporada 2005/06: o Apertura e o Clausura e também a Copa e Recopa Sul-Americanas. Sua boa fase fazia com que Basile o optasse, no lugar dos ídolos boquenses Marcelo Delgado e Guillermo Barros Schelotto, improvisado como um dos dois atacantes ao lado de Rodrigo Palacio quando Martín Palermo, o outro atacante titular, esteve machucado.
A grande temporada chamou a atenção da Europa, sendo contratado pelo maior campeão francês, o Saint-Étienne, no segundo semestre de 2006. Sobre sua vitoriosa passagem na equipe de La Boca, declararia: "Foi ótimo jogar no Boca, pois foi lá que obtive reconhecimento. Em tudo o que fazíamos tinha uma repercussão impressionante, como uma banda de rock. Fomos para a Coreia do Sul, El Salvador e Honduras e sempre éramos notícia".

### Crises
Não se deu bem na França, sendo emprestado no ano seguinte ao América do México e ao San Lorenzo. Em ambos, caiu outra vez nas quartas-de-final da Libertadores: no América, na edição de 2007, quando o time esteve perto de ir mais longe; após 0 x 0 na Cidade do México contra o Santos, os norte-americanos abriram 1 x 0 na Vila Belmiro com um gol dele, mas o adversário virou a partida nos últimos 25 minutos.[carece de fontes?] No San Lorenzo, ele havia sido, ao lado de Andrés D'Alessandro, Diego Placente e Gonzalo Bergessio, uma das contratações para a temporada de centenário do Ciclón, que almejava justamente o inédito título da Libertadores para a edição de 2008 para coroar o ano festivo.
A equipe de Boedo chegou a eliminar o River Plate nas oitavas-de-final, mas caiu na fase seguinte, contra a futura campeã LDU Quito.[carece de fontes?] Não se saiu muito melhor no México e no regresso à Argentina, e viu as coisas piorarem em seguida: teve uma grave lesão no joelho esquerdo que praticamente o impediu de jogar. O Saint-Étienne o revendeu em 2009 para o mesmo Banfield onde Bilos despontara. A equipe conquistou o primeiro título de sua história naquele ano, ganhando o Apertura. Ironicamente, sem contribuição em campo de um de seus maiores ídolos, que não pôde jogar um minuto sequer.
Por conta da lesão, chegou a anunciar pouco após o título que iria se aposentar. Porém, resolveu procurar um médido especializado para recuperar-se, e, apesar de ter fraturado a rótula no período, terminou o tratamento depois de um ano. Acertou em 2011 com outro time de sua Pergamino natal, o Douglas Haig, clube do equivalente à terceira divisão do futebol argentino.

## Seleção
O grande desempenho de Bilos no Boca Juniors na temporada 2005/06 chamou a atenção da Croácia, terra de seus pais  - seu sobrenome é originalmente grafado como Biloš. A Seleção Croata, famosa por recrutar descendentes de croatas no exterior - desde os que nasceram em outros países da antiga Iugoslávia até alemães e, mais polemicamente, australianos (devido a acusações de intenso aliciamento sobre os descendentes de croatas na Austrália ) - e que na época, inclusive, naturalizara um brasileiro sem origens croatas (Eduardo da Silva), o procurou para disputar a Copa do Mundo de 2006. Ironicamente, uma de suas primeiras partidas pela Croácia poderia ter sido justamente contra a Argentina - as duas seleções enfrentaram-se em 2006 em um amistoso preparatório de ambas para o mundial (vencido de virada pelos europeus no final da partida).
Bilos optou por recusar a oferta croata, preferindo jogar pela Seleção Argentina mesmo ciente de que tinha poucas chances de ir com os conterrâneos para aquela Copa: "Quando o (José) Pekerman me convocou, foi sincero e disse que havia muitos jogadores para a minha função. A decisão de jogar pela Argentina foi minha. Talvez outro jogador teria aceitado, mas continuo achando que foi a melhor decisão que tomei", declarou. Debutou pelo país natal ainda em 2005, em amistoso contra o Qatar, entrando como titular. Não ficou até o final: com o jogo ainda em 0 x 0 (terminaria com vitória sul-americana por 3 x 0), foi substituído por Lucho González.
Sua improvável convocação, de fato, não veio, e ele só voltaria a jogar pela seleção já após a Copa, quando a Argentina já era treinada por seu ex-técnico no Boca, Alfio Basile. Novamente como titular, Bilos reestreou em uma derrota de 0 x 3 para o Brasil. No mesmo ano, fez contra a Espanha a sua terceira partida, entrando no lugar de Maxi Rodríguez  e marcando o que seria o seu único gol pela Albiceleste  em nova derrota (1 x 2). A má fase que lhe sucedeu na carreira e a alta concorrência acabaram por tirar seu espaço. Tal situação teria motivado Darío Cvitanich, outro argentino de origens croatas - e, curiosamente, seu ex-colega no Banfield, onde esteve de 2003 a 2008 - a aceitar a oferta da Croácia.

### Jogos
A tabela abaixo resume as aparições de Daniel Bilos pela Seleção Argentina.
| #     | Data                   | Competição | Local                   | Adversário | Placar | Gols(s) |
| ----- | ---------------------- | ---------- | ----------------------- | ---------- | ------ | ------- |
| 1     | 16 de novembro de 2005 | Amistoso   | Jassim bin Hamad (Doha) | Qatar      | 3-0    | 0       |
| 2     | 3 de setembro de 2006  | Amistoso   | Emirates (Londres)      | Brasil     | 0-3    | 0       |
| 3     | 11 de outubro de 2006  | Amistoso   | Nueva Condomia (Múrcia) | Espanha    | 1-2    | 1       |
| Total | Total                  | Total      | Total                   | Total      | Total  | 1       |

## Títulos
Boca Juniors
- Campeonato Argentino: 2005 (Apertura) e 2006 (Clausura) [3]
- Copa Sul-Americana: 2005 [3]
- Recopa Sul-Americana: 2005 [3]

Banfield
- Campeonato Argentino: 2009 (Apertura) [12]